# دهستان الله اکبر
دهستان الله اکبر نام دهستانی در بخش مرکزی شهرستان دشت آزادگان، استان خوزستان در ایران است. براساس سرشماری مرکز آمار ایران در سال ۱۳۸۵، جمعیت آن ۱۲۶۳۹ نفر (۲۰۹۳ خانوار) بوده‌است.